# Human Powered Health
Human Powered Health (Kod UCI: HPM) – amerykańska zawodowa grupa kolarska istniejąca w latach 2007–2023.
Grupa została założona w 2007 pod nazwą Kelly Benefit Strategies-Medifast, dołączając do dywizji UCI Continental Teams. Od sezonu 2018 przeniosła się do dywizji UCI Professional Continental Teams.

## Nazwa grupy w poszczególnych latach
| lata      | nazwa                                |
| --------- | ------------------------------------ |
| 2007–2008 | Kelly Benefit Strategies-Medifast    |
| 2009–2010 | Kelly Benefit Strategies             |
| 2011      | Kelly Benefit Strategies-OptumHealth |
| 2012–2015 | Optum p/b Kelly Benefit Strategies   |
| 2016–2018 | Rally Cycling                        |
| 2019      | Rally UHC Cycling                    |
| 2020–2021 | Rally Cycling                        |
| 2022–2023 | Human Powered Health                 |

## Sezony

### 2023

#### Skład
| Skład drużyny 2023       | Skład drużyny 2023   | Skład drużyny 2023 | Skład drużyny 2023                        |
| Imię i nazwisko          | Data urodzenia       | Państwo            | Poprzednia grupa                          |
| ------------------------ | -------------------- | ------------------ | ----------------------------------------- |
| Kristian Aasvold         | 30 maja 1995         | Norwegia           | Team Coop (2021)                          |
| Stanisław Aniołkowski    | 20 stycznia 1997     | Polska             | Bingoal Pauwels Sauces WB (2022)          |
| Alan Banaszek            | 30 października 1997 | Polska             | HRE Mazowsze Serce Polski (2022)          |
| Stephen Bassett          | 27 marca 1995        | Stany Zjednoczone  | Wildlife Generation p/b Maxxis (2019)     |
| Charles-Étienne Chrétien | 16 czerwca 1999      | Kanada             | Premier Tech U23 Cycling Project (2022)   |
| Pier-André Côté          | 24 kwietnia 1997     | Kanada             | Silber Pro Cycling (2018)                 |
| Adam de Vos              | 21 października 1993 | Kanada             | H&R Block (2015)                          |
| Paul Double              | 25 czerwca 1996      | Wielka Brytania    | MG.K Vis Colors For Peace VPM (2022)      |
| Matthew Gibson           | 2 września 1996      | Wielka Brytania    | WiV SunGod (2022)                         |
| Cory Greenberg           | 23 stycznia 1988     | Stany Zjednoczone  | Dauner-AKKON (2022)                       |
| Chad Haga                | 26 sierpnia 1988     | Stany Zjednoczone  | Team DSM (2021)                           |
| Gage Hecht               | 18 lutego 1998       | Stany Zjednoczone  | Aevolo (2021)                             |
| August Jensen            | 29 sierpnia 1991     | Norwegia           | Delko (2021)                              |
| Colin Joyce              | 6 sierpnia 1994      | Stany Zjednoczone  | Axeon-Hagens Berman (2016)                |
| Wessel Krul              | 28 stycznia 2000     | Holandia           | SEG Racing Academy (2021)                 |
| Bart Lemmen              | 14 października 1995 | Holandia           | VolkerWessels Cycling Team (2022)         |
| Scott McGill             | 20 września 1998     | Stany Zjednoczone  | Wildlife Generation Pro Cycling (2022)    |
| Barnabás Peák            | 29 listopada 1998    | Węgry              | Intermarché-Wanty-Gobert Matériaux (2022) |
| Benjamin Perry           | 7 marca 1994         | Kanada             | WiV SunGod (2022)                         |
| Sebastian Schönberger    | 14 maja 1994         | Austria            | B&B Hotels-KTM (2022)                     |
| Embret Svestad-Bårdseng  | 1 września 2002      | Norwegia           | Team Coop (2022)                          |
| Gijs Van Hoecke          | 12 listopada 1991    | Belgia             | AG2R Citroën Team (2022)                  |
| Sasha Weemaes            | 9 lutego 1998        | Belgia             | Sport Vlaanderen-Baloise (2022)           |
|                          |                      |                    |                                           |
| Źródło: ProCyclingStats  |                      |                    |                                           |

#### Zwycięstwa
| Zwycięstwa | Zwycięstwa              | Zwycięstwa | Zwycięstwa | Zwycięstwa            | Zwycięstwa |
| Data       | Wyścig                  | Państwo    | Kategoria  | Zwycięzca             |            |
| ---------- | ----------------------- | ---------- | ---------- | --------------------- | ---------- |
| 3 maj      | Tour of Greece, 1. etap | Grecja     | 2.1        | Stanisław Aniołkowski |            |
| 6 maj      | Tour of Greece, 4. etap | Grecja     | 2.1        | Stanisław Aniołkowski |            |

### 2022

#### Skład
| Skład drużyny 2022      | Skład drużyny 2022   | Skład drużyny 2022 | Skład drużyny 2022                    |
| Imię i nazwisko         | Data urodzenia       | Państwo            | Poprzednia grupa                      |
| ----------------------- | -------------------- | ------------------ | ------------------------------------- |
| Kristian Aasvold        | 30 maja 1995         | Norwegia           | Team Coop (2021)                      |
| Stephen Bassett         | 27 marca 1995        | Stany Zjednoczone  | Wildlife Generation p/b Maxxis (2019) |
| Nathan Brown            | 7 lipca 1991         | Stany Zjednoczone  | EF Education First (2019)             |
| Robin Carpenter         | 20 czerwca 1992      | Stany Zjednoczone  | Holowesko Citadel Racing Team (2017)  |
| Pier-André Côté         | 24 kwietnia 1997     | Kanada             | Silber Pro Cycling (2018)             |
| Arvid de Kleijn         | 21 marca 1994        | Holandia           | Riwal Securitas (2020)                |
| Adam de Vos             | 21 października 1993 | Kanada             | H&R Block (2015)                      |
| Chad Haga               | 26 sierpnia 1988     | Stany Zjednoczone  | Team DSM (2021)                       |
| Gage Hecht              | 18 lutego 1998       | Stany Zjednoczone  | Aevolo (2021)                         |
| August Jensen           | 29 sierpnia 1991     | Norwegia           | Delko (2021)                          |
| Colin Joyce             | 6 sierpnia 1994      | Stany Zjednoczone  | Axeon-Hagens Berman (2016)            |
| Ben King                | 22 marca 1989        | Stany Zjednoczone  | NTT Pro Cycling (2020)                |
| Wessel Krul             | 28 stycznia 2000     | Holandia           | SEG Racing Academy (2021)             |
| Gavin Mannion           | 24 sierpnia 1991     | Stany Zjednoczone  | UnitedHealthcare (2018)               |
| Kyle Murphy             | 5 października 1991  | Stany Zjednoczone  | Cylance (2017)                        |
| Joseph Rosskopf         | 5 września 1989      | Stany Zjednoczone  | CCC Team (2020)                       |
| Keegan Swirbul          | 2 września 1995      | Stany Zjednoczone  | Ljubljana Gusto Santic (2020)         |
| Nickolas Zukowsky       | 3 czerwca 1998       | Kanada             | Floyd's Pro Cycling (2019)            |
|                         |                      |                    |                                       |
| Źródło: ProCyclingStats |                      |                    |                                       |

#### Zwycięstwa
| Zwycięstwa | Zwycięstwa                                       | Zwycięstwa        | Zwycięstwa | Zwycięstwa      | Zwycięstwa |
| Data       | Wyścig                                           | Państwo           | Kategoria  | Zwycięzca       |            |
| ---------- | ------------------------------------------------ | ----------------- | ---------- | --------------- | ---------- |
| 20 mar     | Grand Prix Criquielion                           | Belgia            | 1.2        | Pier-André Côté |            |
| 3 maj      | Quatre Jours de Dunkerque, 1. etap               | Francja           | 2.Pro      | Arvid de Kleijn |            |
| 26 cze     | Mistrzostwa Stanów Zjednoczonych – start wspólny | Stany Zjednoczone | CN         | Kyle Murphy     |            |
| 26 cze     | Mistrzostwa Kanady – start wspólny               | Kanada            | CN         | Pier-André Côté |            |

### 2021

#### Skład
| Skład drużyny 2021                                | Skład drużyny 2021   | Skład drużyny 2021 | Skład drużyny 2021                    |
| Imię i nazwisko                                   | Data urodzenia       | Państwo            | Poprzednia grupa                      |
| ------------------------------------------------- | -------------------- | ------------------ | ------------------------------------- |
| Stephen Bassett                                   | 27 marca 1995        | Stany Zjednoczone  | Wildlife Generation p/b Maxxis (2019) |
| Rob Britton                                       | 22 września 1984     | Kanada             | SmartStop (2015)                      |
| Nathan Brown                                      | 7 lipca 1991         | Stany Zjednoczone  | EF Education First (2019)             |
| Robin Carpenter                                   | 20 czerwca 1992      | Stany Zjednoczone  | Holowesko Citadel Racing Team (2017)  |
| Pier-André Côté                                   | 24 kwietnia 1997     | Kanada             | Silber Pro Cycling (2018)             |
| Matteo Dal-Cin                                    | 14 stycznia 1991     | Kanada             | Silber Pro Cycling (2016)             |
| Arvid de Kleijn                                   | 21 marca 1994        | Holandia           | Riwal Securitas (2020)                |
| Adam de Vos                                       | 21 października 1993 | Kanada             | H&R Block (2015)                      |
| Colin Joyce                                       | 6 sierpnia 1994      | Stany Zjednoczone  | Axeon-Hagens Berman (2016)            |
| Ben King                                          | 22 marca 1989        | Stany Zjednoczone  | NTT Pro Cycling (2020)                |
| Gavin Mannion                                     | 24 sierpnia 1991     | Stany Zjednoczone  | UnitedHealthcare (2018)               |
| Kyle Murphy                                       | 5 października 1991  | Stany Zjednoczone  | Cylance (2017)                        |
| Emerson Oronte                                    | 29 stycznia 1990     | Stany Zjednoczone  |                                       |
| Joseph Rosskopf                                   | 5 września 1989      | Stany Zjednoczone  | CCC Team (2020)                       |
| Magnus Sheffield (1 sty–18 sie)                   | 19 kwietnia 2002     | Stany Zjednoczone  | Hot Tubes Cycling (2020)              |
| Keegan Swirbul                                    | 2 września 1995      | Stany Zjednoczone  | Ljubljana Gusto Santic (2020)         |
| Nickolas Zukowsky                                 | 3 czerwca 1998       | Kanada             | Floyd's Pro Cycling (2019)            |
| Charles-Étienne Chrétien (1 sie–31 gru, stażysta) | 16 czerwca 1999      | Kanada             | Aevolo (2020)                         |
| Riley Sheehan (1 sie–31 gru, stażysta)            | 16 czerwca 2000      | Stany Zjednoczone  | Sojasun espoir-ACNC (2021)            |
| Raphaël Parisella (1 sie–31 gru, stażysta)        | 23 października 2002 | Kanada             |                                       |
|                                                   |                      |                    |                                       |
| Źródło: ProCyclingStats                           |                      |                    |                                       |

#### Zwycięstwa
| Zwycięstwa | Zwycięstwa                                       | Zwycięstwa        | Zwycięstwa | Zwycięstwa      | Zwycięstwa |
| Data       | Wyścig                                           | Państwo           | Kategoria  | Zwycięzca       |            |
| ---------- | ------------------------------------------------ | ----------------- | ---------- | --------------- | ---------- |
| 11 kwi     | Presidential Cycling Tour of Turkey, 1. etap     | Turcja            | 2.Pro      | Arvid de Kleijn |            |
| 20 cze     | Mistrzostwa Stanów Zjednoczonych – start wspólny | Stany Zjednoczone | CN         | Joseph Rosskopf |            |
| 6 sie      | Volta a Portugal, 2. etap                        | Portugalia        | 2.1        | Kyle Murphy     |            |
| 11 sie     | Volta a Portugal, 6. etap                        | Portugalia        | 2.1        | Ben King        |            |
| 13 sie     | Volta a Portugal, 8. etap                        | Portugalia        | 2.1        | Kyle Murphy     |            |
| 13 sie     | Danmark Rundt, 4. etap                           | Dania             | 2.Pro      | Colin Joyce     |            |
| 6 wrz      | Tour of Britain, 2. etap                         | Wielka Brytania   | 2.Pro      | Robin Carpenter |            |
| 1 paź      | Route Adélie de Vitré                            | Francja           | 1.1        | Arvid de Kleijn |            |

### 2020

#### Skład
| Skład drużyny 2020                      | Skład drużyny 2020   | Skład drużyny 2020 | Skład drużyny 2020                    |
| Imię i nazwisko                         | Data urodzenia       | Państwo            | Poprzednia grupa                      |
| --------------------------------------- | -------------------- | ------------------ | ------------------------------------- |
| Ryan Anderson                           | 22 lipca 1987        | Kanada             | Direct Énergie (2017)                 |
| Stephen Bassett                         | 27 marca 1995        | Stany Zjednoczone  | Wildlife Generation p/b Maxxis (2019) |
| Rob Britton                             | 22 września 1984     | Kanada             | SmartStop (2015)                      |
| Nathan Brown                            | 7 lipca 1991         | Stany Zjednoczone  | EF Education First (2019)             |
| Robin Carpenter                         | 20 czerwca 1992      | Stany Zjednoczone  | Holowesko Citadel Racing Team (2017)  |
| Pier-André Côté                         | 24 kwietnia 1997     | Kanada             | Silber Pro Cycling (2018)             |
| Matteo Dal-Cin                          | 14 stycznia 1991     | Kanada             | Silber Pro Cycling (2016)             |
| Adam de Vos                             | 21 października 1993 | Kanada             | H&R Block (2015)                      |
| Nigel Ellsay                            | 30 kwietnia 1994     | Kanada             | Silber Pro Cycling (2017)             |
| Maël Guégan (1 sie–31 gru, stażysta)    | 19 stycznia 1998     | Francja            | Sojasun espoir-ACNC (2020)            |
| Colin Joyce                             | 6 sierpnia 1994      | Stany Zjednoczone  | Axeon-Hagens Berman (2016)            |
| Tyler Magner                            | 3 maja 1991          | Stany Zjednoczone  | Holowesko Citadel Racing Team (2017)  |
| Gavin Mannion                           | 24 sierpnia 1991     | Stany Zjednoczone  | UnitedHealthcare (2018)               |
| John Murphy                             | 15 grudnia 1984      | Stany Zjednoczone  | Holowesko Citadel (2018)              |
| Kyle Murphy                             | 5 października 1991  | Stany Zjednoczone  | Cylance (2017)                        |
| Emerson Oronte                          | 29 stycznia 1990     | Stany Zjednoczone  |                                       |
| Keegan Swirbul (1 sie–31 gru, stażysta) | 2 września 1995      | Stany Zjednoczone  | Floyd's Pro Cycling (2019)            |
| Jason Tesson (1 sie–31 gru, stażysta)   | 9 stycznia 1998      | Francja            | Sojasun espoir-ACNC (2020)            |
| Nickolas Zukowsky                       | 3 czerwca 1998       | Kanada             | Floyd's Pro Cycling (2019)            |
|                                         |                      |                    |                                       |
| Źródło: ProCyclingStats                 |                      |                    |                                       |

#### Zwycięstwa
| Zwycięstwa | Zwycięstwa | Zwycięstwa | Zwycięstwa | Zwycięstwa | Zwycięstwa |
| Data       | Wyścig     | Państwo    | Kategoria  | Zwycięzca  |            |
| ---------- | ---------- | ---------- | ---------- | ---------- | ---------- |

### 2019

#### Skład
| Skład drużyny 2019                       | Skład drużyny 2019   | Skład drużyny 2019 | Skład drużyny 2019                   |
| Imię i nazwisko                          | Data urodzenia       | Państwo            | Poprzednia grupa                     |
| ---------------------------------------- | -------------------- | ------------------ | ------------------------------------ |
| Ryan Anderson                            | 22 lipca 1987        | Kanada             | Direct Énergie (2017)                |
| Rob Britton                              | 22 września 1984     | Kanada             | SmartStop (2015)                     |
| Robin Carpenter                          | 20 czerwca 1992      | Stany Zjednoczone  | Holowesko Citadel Racing Team (2017) |
| Pier-André Côté                          | 24 kwietnia 1997     | Kanada             | Silber Pro Cycling (2018)            |
| Matteo Dal-Cin                           | 14 stycznia 1991     | Kanada             | Silber Pro Cycling (2016)            |
| Adam de Vos                              | 21 października 1993 | Kanada             | H&R Block (2015)                     |
| Nigel Ellsay                             | 30 kwietnia 1994     | Kanada             | Silber Pro Cycling (2017)            |
| Evan Huffman                             | 7 stycznia 1990      | Stany Zjednoczone  | SmartStop (2015)                     |
| Colin Joyce                              | 6 sierpnia 1994      | Stany Zjednoczone  | Axeon-Hagens Berman (2016)           |
| Tyler Magner                             | 3 maja 1991          | Stany Zjednoczone  | Holowesko Citadel Racing Team (2017) |
| Gavin Mannion                            | 24 sierpnia 1991     | Stany Zjednoczone  | UnitedHealthcare (2018)              |
| Brandon McNulty                          | 2 kwietnia 1998      | Stany Zjednoczone  | LUX Junior Cycling (2016)            |
| John Murphy                              | 15 grudnia 1984      | Stany Zjednoczone  | Holowesko Citadel (2018)             |
| Kyle Murphy                              | 5 października 1991  | Stany Zjednoczone  | Cylance (2017)                       |
| Emerson Oronte                           | 29 stycznia 1990     | Stany Zjednoczone  |                                      |
| Svein Tuft                               | 9 maja 1977          | Kanada             | Mitchelton-Scott (2018)              |
|                                          |                      |                    |                                      |
| Źródła: ProCyclingStats Cycling Quotient |                      |                    |                                      |

#### Zwycięstwa
| Zwycięstwa      | Zwycięstwa                              | Zwycięstwa | Zwycięstwa | Zwycięstwa      | Zwycięstwa |
| Data            | Wyścig                                  | Państwo    | Kategoria  | Zwycięzca       |            |
| --------------- | --------------------------------------- | ---------- | ---------- | --------------- | ---------- |
| 5 kwi           | Giro di Sicilia, 3. etap                | Włochy     | 2.1        | Brandon McNulty |            |
| 6 kwietnia 2019 | Giro di Sicilia, klasyfikacja generalna | Włochy     | 2.1        | Brandon McNulty |            |

### 2018

#### Skład
| Skład drużyny 2018      | Skład drużyny 2018   | Skład drużyny 2018 | Skład drużyny 2018                   |
| Imię i nazwisko         | Data urodzenia       | Państwo            | Poprzednia grupa                     |
| ----------------------- | -------------------- | ------------------ | ------------------------------------ |
| Ryan Anderson           | 22 lipca 1987        | Kanada             | Direct Énergie (2017)                |
| Rob Britton             | 22 września 1984     | Kanada             | SmartStop (2015)                     |
| Robin Carpenter         | 20 czerwca 1992      | Stany Zjednoczone  | Holowesko Citadel Racing Team (2017) |
| Nigel Ellsay            | 30 kwietnia 1994     | Kanada             | Silber Pro Cycling (2017)            |
| Evan Huffman            | 7 stycznia 1990      | Stany Zjednoczone  | SmartStop (2015)                     |
| Tyler Magner            | 3 maja 1991          | Stany Zjednoczone  | Holowesko Citadel Racing Team (2017) |
| Kyle Murphy             | 5 października 1991  | Stany Zjednoczone  | Cylance (2017)                       |
| Jesse Anthony           | 12 czerwca 1985      | Stany Zjednoczone  | Team Type 1 (2009)                   |
| Matteo Dal-Cin          | 14 stycznia 1991     | Kanada             | Silber Pro Cycling (2016)            |
| Adam de Vos             | 21 października 1993 | Kanada             | H&R Block (2015)                     |
| Charles Bradley Huff    | 5 lutego 1979        | Stany Zjednoczone  | Jelly Belly-Kenda (2013)             |
| Colin Joyce             | 6 sierpnia 1994      | Stany Zjednoczone  | Axeon-Hagens Berman (2016)           |
| Brandon McNulty         | 2 kwietnia 1998      | Stany Zjednoczone  | LUX Junior Cycling (2016)            |
| Emerson Oronte          | 29 stycznia 1990     | Stany Zjednoczone  |                                      |
| Danny Pate              | 23 marca 1979        | Stany Zjednoczone  | Team Sky (2015)                      |
| Eric Young              | 26 lutego 1989       | Stany Zjednoczone  | Bissell (2012)                       |
|                         |                      |                    |                                      |
| Źródło: ProCyclingStats |                      |                    |                                      |

#### Zwycięstwa
| Zwycięstwa       | Zwycięstwa                                     | Zwycięstwa        | Zwycięstwa | Zwycięstwa  | Zwycięstwa |
| Data             | Wyścig                                         | Państwo           | Kategoria  | Zwycięzca   |            |
| ---------------- | ---------------------------------------------- | ----------------- | ---------- | ----------- | ---------- |
| 20 mar           | Tour de Langkawi, 3. etap                      | Malezja           | 2.HC       | Adam de Vos |            |
| 22 kwietnia 2018 | Tour of the Gila (men), klasyfikacja generalna | Stany Zjednoczone | 2.2        | Rob Britton |            |
| 8 lip            | White Spot / Delta Road Race                   | Kanada            | 1.2        | Adam de Vos |            |
| 17 sie           | Arctic Race of Norway, 2. etap                 | Norwegia          | 2.HC       | Colin Joyce |            |

### 2017

#### Skład
| Skład drużyny 2017                       | Skład drużyny 2017   | Skład drużyny 2017 | Skład drużyny 2017         |
| Imię i nazwisko                          | Data urodzenia       | Państwo            | Poprzednia grupa           |
| ---------------------------------------- | -------------------- | ------------------ | -------------------------- |
| Jesse Anthony                            | 12 czerwca 1985      | Stany Zjednoczone  | Team Type 1 (2009)         |
| Rob Britton                              | 22 września 1984     | Kanada             | SmartStop (2015)           |
| Matteo Dal-Cin                           | 14 stycznia 1991     | Kanada             | Silber Pro Cycling (2016)  |
| Adam de Vos                              | 21 października 1993 | Kanada             | H&R Block (2015)           |
| Charles Bradley Huff                     | 5 lutego 1979        | Stany Zjednoczone  | Jelly Belly-Kenda (2013)   |
| Evan Huffman                             | 7 stycznia 1990      | Stany Zjednoczone  | SmartStop (2015)           |
| Colin Joyce                              | 6 sierpnia 1994      | Stany Zjednoczone  | Axeon-Hagens Berman (2016) |
| Shane Kline                              | 11 kwietnia 1989     | Stany Zjednoczone  |                            |
| Sepp Kuss                                | 13 września 1994     | Stany Zjednoczone  |                            |
| Brandon McNulty                          | 2 kwietnia 1998      | Stany Zjednoczone  | LUX Junior Cycling (2016)  |
| Pierrick Naud                            | 26 stycznia 1991     | Kanada             | Garneau-Québecor (2014)    |
| Emerson Oronte                           | 29 stycznia 1990     | Stany Zjednoczone  |                            |
| Danny Pate                               | 23 marca 1979        | Stany Zjednoczone  | Team Sky (2015)            |
| Thomas Soladay                           | 20 sierpnia 1983     | Stany Zjednoczone  |                            |
| Curtis White                             | 28 września 1995     | Stany Zjednoczone  |                            |
| Eric Young                               | 26 lutego 1989       | Stany Zjednoczone  | Bissell (2012)             |
|                                          |                      |                    |                            |
| Źródła: ProCyclingStats Cycling Quotient |                      |                    |                            |